# Comédie horrifique

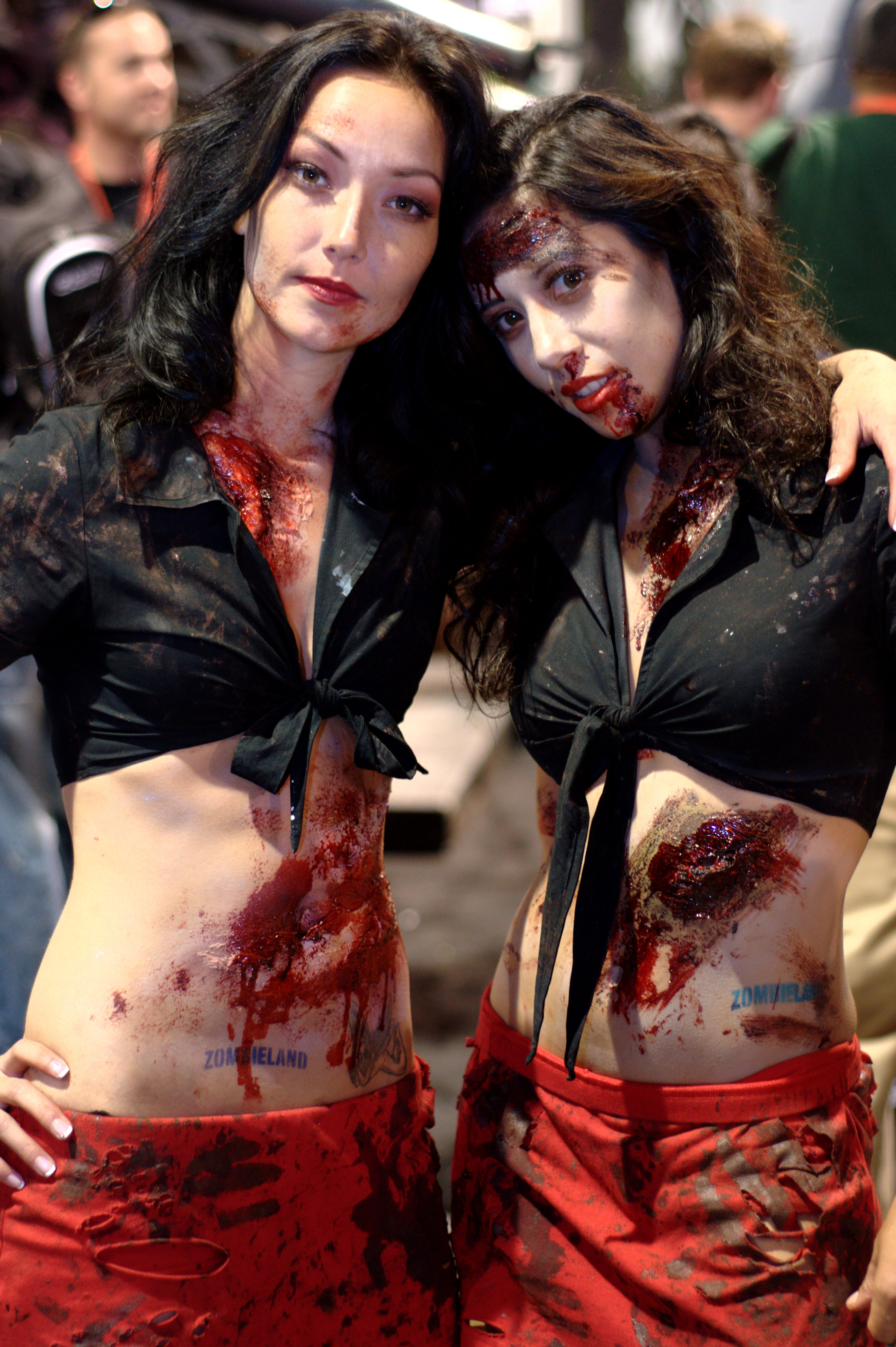
Modèles faisant la promotion de Bienvenue à Zombieland au San Diego Comic-Con, 2009.

La comédie horrifique est un genre qui regroupe des films mélangeant le film d'horreur et la comédie.

## Parodies et pastiches d'horreur
Ces films tournent en dérision les ficelles et clichés des classiques de l'épouvante, soit pour critiquer ces derniers, soit pour leur rendre hommage.
Exemples : Scary Movie, Tucker et Dale fightent le mal, La Cabane dans les bois, La Volonté du mort, Planète Terreur, La Maison des 1 000 morts, Piranhas, Shaun of the Dead, Krampus, Derrière le masque, Bienvenue à Zombieland, Happy Birthdead et la série Scream Queens

## Splatstick
Le splatstick (contraction de splatter et slapstick) consiste à faire une surenchère sur l'horreur et le sang de manière burlesque. L'effet comique est produit par l'exagération de la violence, c'est pourquoi le splatstick est considéré comme le sous-genre d'horreur le plus violent.
Exemples : Evil Dead, Braindead, Re-Animator, Destination finale, Street Trash

## Satire trash
Comédies satiriques où l'ultra-violence a un rôle vengeur cathartique. L'humour y est souvent sous-entendu.
Exemples : Serial Mother, Les Feebles, La mort vous va si bien, Severance

## Comédie d'épouvante
Contrairement aux sous-genres précédents, ce type de comédie horrifique cherche à provoquer la peur, tout en conservant un ton comique. Les codes sont ceux d'un film d'épouvante, mais c'est joué sur le mode de la comédie. Ce type de film cherche à faire cohabiter la peur et le rire chez le spectateur.
Exemples : La Petite Boutique des horreurs, Tusk, Le Loup-garou de Londres, Gremlins, Vampire, vous avez dit vampire ?, Sleepy Hollow, Le Jour de la bête, Chucky, Tremors, Wishmaster, Le Sous-sol de la peur, 2000 Maniacs, Jusqu'en enfer, Krampus et Scream Girl.